# Dolenje Podpoljane
Dolenje Podpoljane – wieś w Słowenii, w gminie Ribnica. W 2018 roku liczyła 58 mieszkańców.